# Jüdischer Friedhof (Schweich)

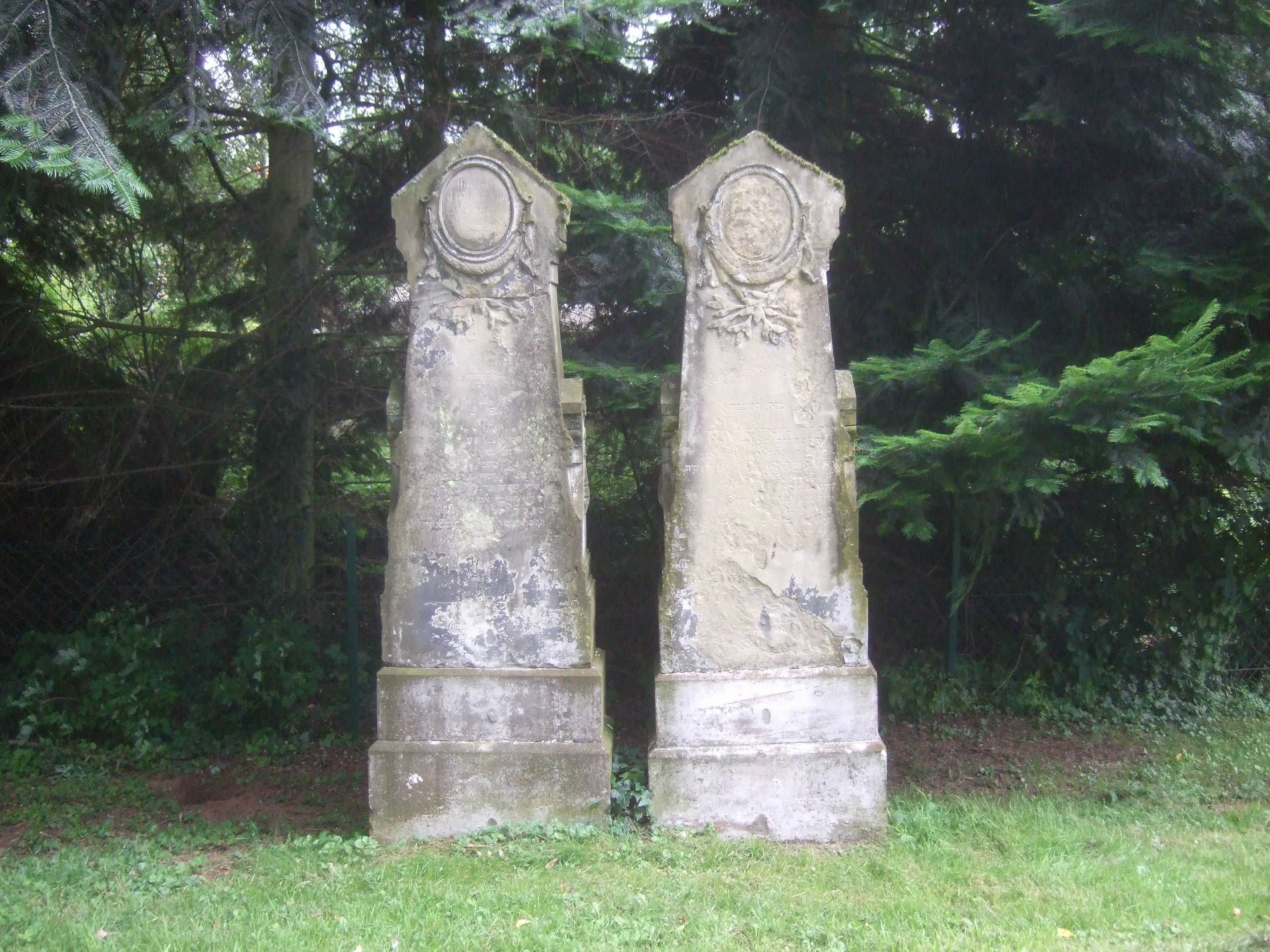
Jüdischer Friedhof in Schweich

Der Jüdische Friedhof Schweich ist eine alte Begräbnisstätte der Juden in Schweich, einer Stadt im Landkreis Trier-Saarburg in Rheinland-Pfalz. Er befindet sich Im Gartenfeld, am Ende der Sackgasse. Der jüdische Friedhof ist ein geschütztes Kulturdenkmal. Das Gelände liegt am Lehmbach.

## Geschichte
Im Jahr 1776 wird der jüdische Friedhof in Schweich erstmals genannt. Er wurde bis 1938 belegt und heute befinden sich auf dem Friedhof noch 88 Grabsteine.